# Zeeuws

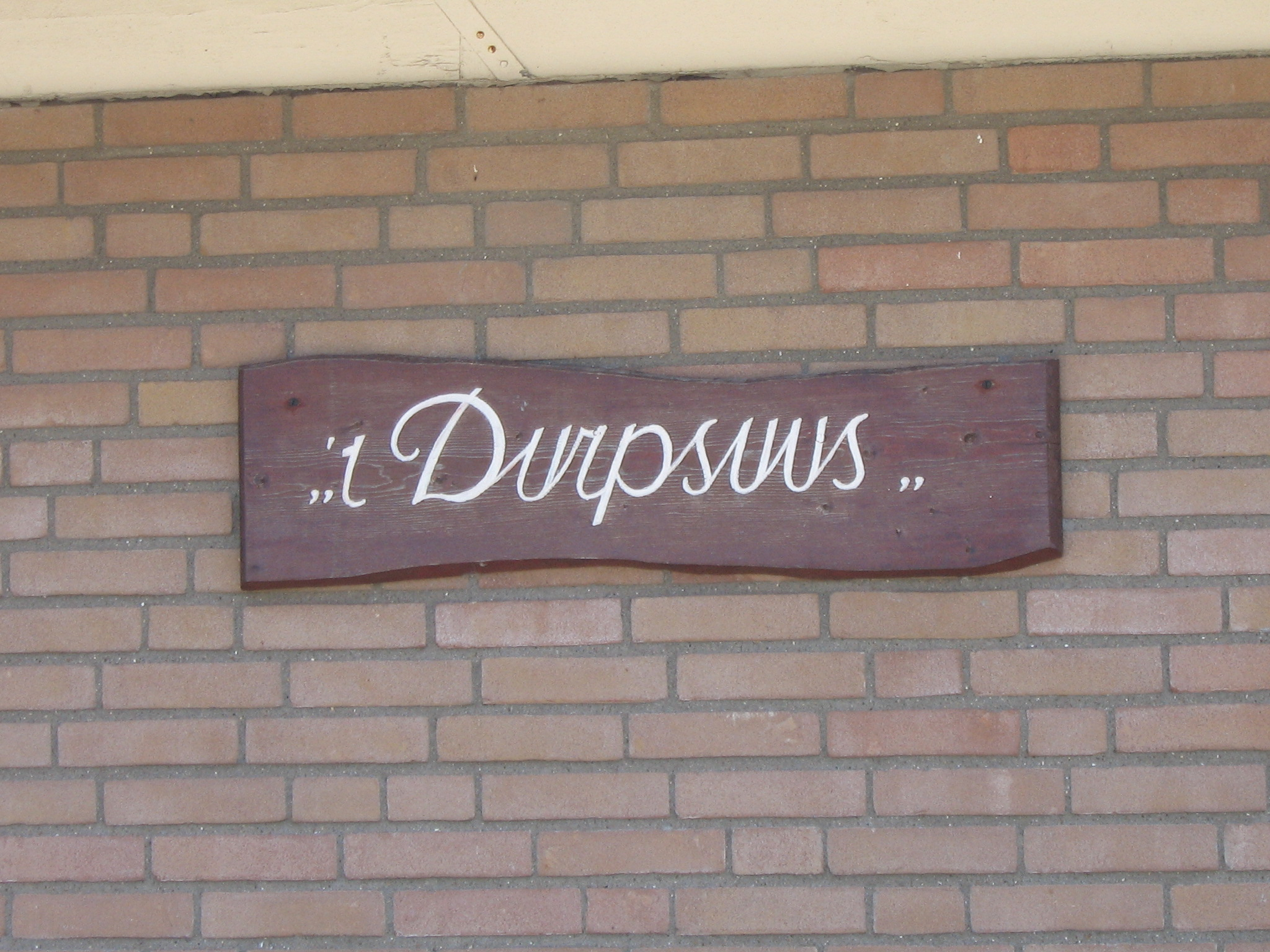
Zeeuwstalig schildje op het dorpshuis in Driewegen (Borsele)

Zeeuws is een groep Friso-Frankische taalvariëteiten die in het zuidwesten van Nederland – in hoofdzaak delen van de provincie Zeeland – een dialectcontinuüm vormen dat door sommige taalkundigen als een variant van de Nederlandse taal en door anderen als een aparte streektaal gezien wordt (zie Status als taal, dialect of variant).

## Naam
De naam Zeeuws is al oud: het woord stamt uit de Middeleeuwen en is zélf een zuidwestelijk dialectwoord. In de talige betekenis treft men het ook al vroeg aan. Een door deskundigen van het Zeeuws vaak aangehaald citaat van Jacob van Maerlant (uit zijn heiligenleven van Sint-Franciscus) luidt:
Men moet om de rime te souken
Misselike tonghe [verscheidene talen] in bouken:
Duuts, Diets, Brabants, Vlaemsch, Zeeus;
Walsch, Latijn, Griex ende Hebreeus
Sindsdien is de benaming "Zeeuws" voor de tongval van Zeeland in gebruik gebleven. Er zijn evenwel veel andere benamingen, waarvan er sommige gebruikelijker zijn. De spreker kan naar zijn dialect verwijzen met de naam van zijn streek (Walchers, Zuud-Bevelands) of woonplaats (Wasschappels, Eintjessands). Die gewoonte komt waarschijnlijk van het idee dat men in elk dorp een ander dialect spreekt, dat een plaats verderop al niet meer te verstaan is, en dat "het" Zeeuws al helemaal niet bestaat (voor een behandeling van dit vraagstuk zie onder). Een spreker van Goeree-Overflakkee zal zijn taal (Goerees en Flakkees) zelfs nooit als Zeeuws aanduiden. Vanouds noemen de Zeeuwen hun eigen taal "boers" en het Nederlands "(op z'n) burgers"; deze benamingen raken uit de mode. Ook de naam plat komt voor, echter minder dan in bijvoorbeeld het oosten van het land.

## Verbreiding en plaatsbepaling
Behalve in Zeeland spreekt men het Zeeuws ook op het eiland Goeree-Overflakkee. In het Land van Hulst en in een smalle zuidelijke strook van het Land van Axel spreekt men dialecten die in taalkundig opzicht niet als Zeeuws, maar als Oost-Vlaams gezien moeten worden. De dialecten in de rest van Zeeuws-Vlaanderen heten gewoonlijk wel Zeeuws; deze wijken echter zo af dat men ze met evenveel recht varianten van het West-Vlaams kan noemen. Feitelijk gaan het Zeeuws en het West-Vlaams vloeiend in elkaar over, en hoezeer beide talen oppervlakkig (op het eerste gehoor) ook verschillen, intern zijn ze zeer nauw verwant doordat ze een verwante ontwikkeling hebben doorgemaakt. Soms worden het Zeeuws en het West-Vlaams daarom ook wel beschouwd als varianten van dezelfde streektaal.
In zekere zin is er ook een dialectcontinuüm met het Hollands, wat het duidelijkst merkbaar is op Voorne-Putten. Ook het Hoeksche Waards en zelfs het Rotterdams hebben nog Zeeuwse invloeden. Met het Brabants echter is dit niet het geval: de grens tussen Zeeland en Noord-Brabant vormt een van de sterkste isoglossenbundels van Nederland. Alleen in de dorpen Oud-Vossemeer (gemeente Tholen, Zeeland) en Nieuw-Vossemeer (gemeente Steenbergen, Noord-Brabant) zijn de dialecten wederzijds beïnvloed.

## Afgeleide talen
Drie op het Nederlands gebaseerde creooltalen, namelijk het Skepi, het Berbice-Nederlands en het Negerhollands, gaan terug op Zeeuwse dialecten. Vaak wordt beweerd dat ook het Afrikaans beïnvloed werd door het Zeeuws, maar dit idee is inmiddels achterhaald. Opvallende voornaamwoorden, klankverschijnselen en inhoudswoorden van het Zeeuws zijn niet terug te vinden in het Afrikaans.

## Taalgeschiedenis
Zoals de hele kuststrook van de Nederlanden was Zeeland (en West-Vlaanderen) in de vroege Middeleeuwen Ingveoonstalig: dat wil zeggen dat er Fries of een sterk verwant Germaans dialect gesproken werd. Onder de Merovingen en zeker onder de Karolingen begon de Frankische expansie: veel door de Franken veroverde gebieden gaven hun taal op ten gunste van het Frankisch. In Zeeland gebeurde dit al vrij vroeg. Een Ingveoons substraat is er echter altijd achtergebleven, mogelijk mede door de banden met Holland.
Na de Frankische expansie volgde de Vlaamse expansie: later in de Middeleeuwen werd Vlaanderen het leidende gewest in de Nederlanden. De taalveranderingen die hier optraden werden door heel de Nederlanden verspreid, zij het niet allemaal in dezelfde mate. Belangrijke veranderingen waren het veranderen van combinatie -ft in -cht, en de consequente umlaut van [uː] in [yː]. Daardoor zegt men nu in Zeeland buuk, niet boek zoals in het Twents en Limburgs, voor "buik".
In de late Middeleeuwen verloor Vlaanderen zijn positie meer en meer aan Brabant. Dit gewest had weer andere klankveranderingen doorgevoerd: de uu en ii werden gediftongeerd tot ui en ij. Om diverse redenen deed het Zeeuws niet mee aan deze zogeheten Brabantse expansie, terwijl het Hollands de veranderingen snel overnam. Sindsdien raakten de klanken ii en uu in toenemende mate met het Zeeuws geassocieerd. Er was wel invloed van het Hollands – Holland werd in de Gouden Eeuw tenslotte het alles overheersende gewest – maar het Zeeuws bleef hier grotendeels van gevrijwaard, uitgezonderd in de steden Middelburg en Vlissingen. Op afgelegen plaatsen als Zuid-Beveland en zeker Zeeuws-Vlaanderen drong het Nederlands als daktaal zelfs bijna niet door en raakte het dialect verder en verder van de opkomende Nederlandse standaardtaal verwijderd.
Pas met de invoering van de Leerplichtwet in 1900 keerde het tij. Sindsdien groeiden de dialecten langzaamaan naar het Nederlands toe, terwijl het relatief aantal sprekers duidelijk terugliep. Het Zeeuws is echter (indien het inderdaad als een aparte taal mag worden beschouwd) voorlopig nog geen bedreigde taal (zie "Taalverlies en -behoud" hieronder).

## Status als taal, dialect of variant

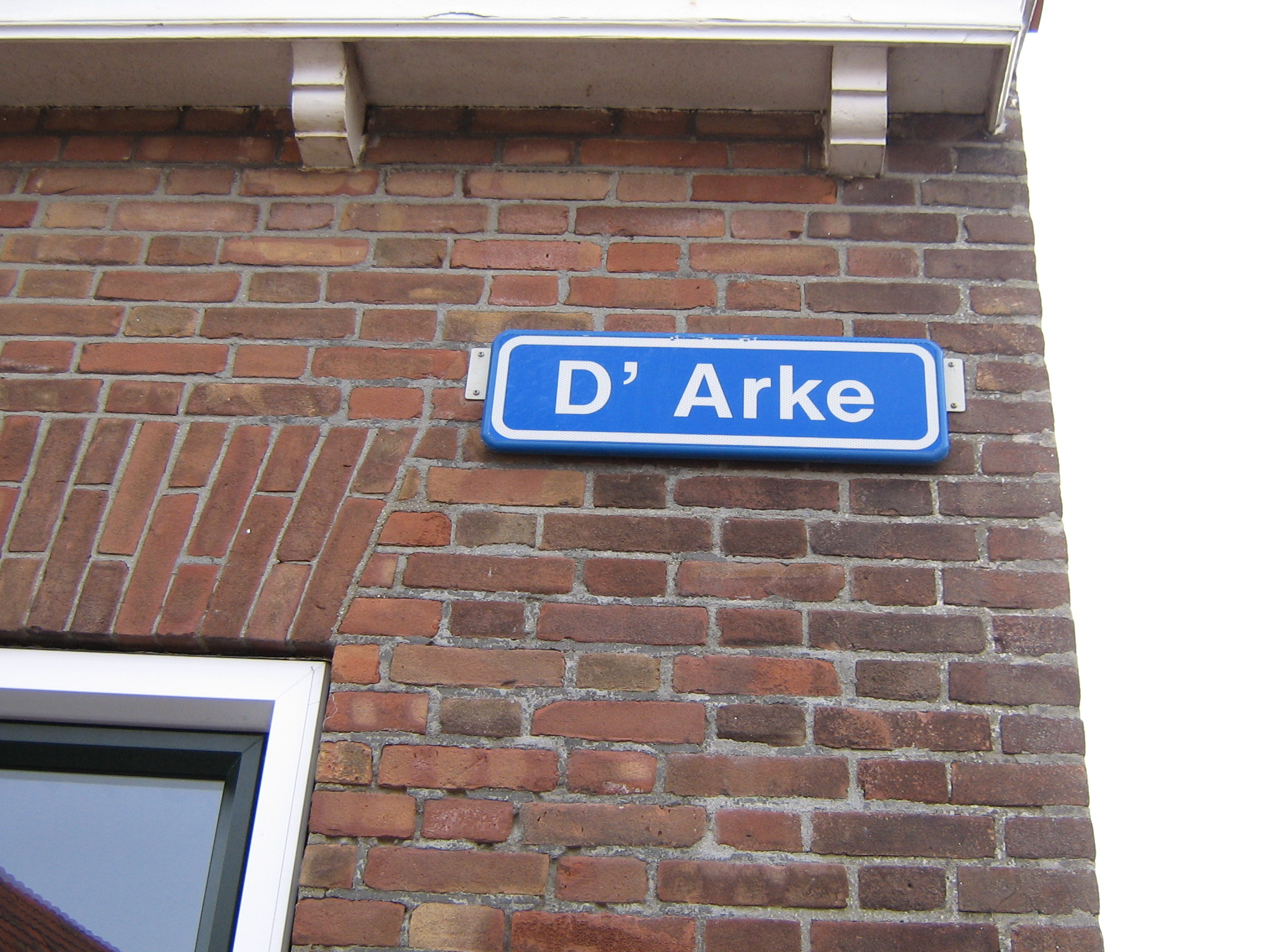
Het Zeeuws geniet geen landelijke erkenning. De lokale overheid bleek bereid een straat in Westkapelle een Zeeuwse naam te geven.

Vanouds wordt het Zeeuws als een dialect van het Nederlands, niet als aparte taal gezien. Dit is uiteraard een kwestie van definitie: het Standaardnederlands en het Zeeuws zijn beide volwaardige, zelfstandige taalsystemen. Er is sprake van wederzijdse verstaanbaarheid tussen beide taalvarianten, zij het doorgaans met enige moeite. Zoals boven gesteld heeft het Zeeuws aan twee grote taalveranderingen in het Nederlands meegedaan maar heeft het de laatste overgeslagen – in die zin staat het Zeeuws dichter bij het Nederlands dan het Limburgs, dat ook de Vlaamse expansie grotendeels heeft overgeslagen, maar verder ervan af dan het Afrikaans en het Brabants.
In het licht van de dialectrenaissance en de trend steeds meer inheemse taalvormen als aparte talen te beschouwen hebben sommigen gezocht het Zeeuws uit zijn traditionele context van Nederlands dialect te halen. Men heeft recentelijk geprobeerd het Zeeuws, in navolging van het Limburgs en het Nedersaksisch, op nationaal niveau als streektaal te erkennen. Dit initiatief is in 2004 bij de minister van Binnenlandse Zaken gestrand; men beschouwde de Zeeuwse dialecten als "behorende tot het Nederlands", al heeft het geen noemenswaardige bijdrage aan de Nederlandse standaardtaal geleverd.
Ethnologue beschouwt het Zeeuws echter wel als een aparte taal, en deze visie is door ISO in de ISO/DIS-639-3-codes overgenomen; de code is zea. In dit artikel wordt beurtelings met de woorden "taal", "dialecten" en "variant" naar het Zeeuws verwezen; dit is niet bedoeld als stellingname voor een der zienswijzen. Ook het verwijzen naar de Nederlandse standaardtaal met "Nederlands" zonder meer heeft geen politieke achtergrond.

## Kenmerken
Onder deze kop zullen voornamelijk de verschillen met het Standaardnederlands besproken worden. Veel van wat hier gesteld zal worden zal geen betrekking hebben op alle dialecten, in het bijzonder niet op die uit Zeeuws-Vlaanderen. Dit zal niet steeds in detail aangetekend worden – men neme dit in acht. In de afzonderlijke artikelen over de subdialecten (hieronder opgesomd) wordt hierop dieper ingegaan.

### Klankleer

#### Klinkerverschijnselen
In het Zeeuws zijn er veel voorbeelden van woorden waarbij ronding heeft plaatsgevonden. Dit houdt in dat klinkers die oorspronkelijk niet met ronding van de lippen uitgesproken werden, gerond werden. Voorbeelden hiervan zijn lucht of locht voor licht 'niet zwaar', dulve (voor sloot, verwant aan het Nederlandse woord delven), schulp (voor schelp) en Wullem (voor Willem).
Ook ontronding komt voor. Klinkers worden met 'ongeronde' lippen uitgesproken hoewel ze oorspronkelijk met 'geronde' lippen werden uitgesproken. Voorbeelden hiervan zijn pit (voor put), stik (voor stuk), din (voor dun) en rik (voor rug). Daarnaast zijn er woorden waar het Zeeuws een 'ie' heeft waar de standaardtaal een 'uu' heeft. Voorbeelden hiervan zijn diere (voor duur 'niet goedkoop'), stiere(n), (voor sturen) en vier (voor vuur).
Een o in het Zeeuws correspondeert vaak met een u in het Nederlands. Voorbeelden hiervan zijn durp (voor dorp) en vurk(e) (voor vork). Dit komt ook omgekeerd voor. Voorbeelden zijn locht (voor lucht), jok (voor juk) en sokkel (voor sukkel). Daarnaast is een korte è in het Nederlands vaak een korte i in het Zeeuws. Zo is een hengst een ingst en spel is spil.
In het Zeeuws kan de 'a' worden beïnvloed door een 'l' die erop volgt. Denk hierbij aan woorden als kalf, hals en vallen. Op Schouwen-Duiveland, Noord-Beveland, Walcheren, westelijk Tholen en westelijk Goeree klinkt de a hier ongeveer als de klinker in het Engelse 'all'. Op oostelijk Goeree en westelijk Zuid-Beveland klinkt de a hier ongeveer als de o van hol. In de overige gebieden is er geen beïnvloeding.
Het Zeeuws heeft een korte ie-klank waar de standaardtaal de lange 'ij' heeft. Voorbeelden hiervan zijn diek (voor dijk) en kieke(n) (voor kijken). Daarnaast heeft het Zeeuws een uu-klank waar de standaardtaal een 'ui' heeft. Voorbeelden hiervan zijn muus (voor muis) en buten (voor buiten). Dit is het gevolg van een ontwikkeling in de standaardtaal in de zestiende en zeventiende eeuw waaraan het Zeeuws niet heeft deelgenomen. Er zijn woorden waar het Zeeuws een 'ui' heeft zoals het Nederlands. Een voorbeeld hiervan is 'fluite(n)'
Op plekken waar de standaardtaal een 'ie' heeft, heeft het Zeeuws een lange 'ie'-klank. Alleen in het oosten van Flakkee en het oosten van Tholen treedt dit niet (meer) op. De klinker in het woord zien klinkt in het Zeeuws duidelijk langer dan in de standaardtaal: zie:n. Zoals hierboven vermeld heeft het Zeeuws een 'ie' waar de standaardtaal een 'ij' heeft. Dit is een echter korte 'ie' die niet samenvalt met de 'lange' ie. Tien is tie:ne in het Zeeuws en pijn is piene. Deze woorden rijmen dus niet.
Bij een aantal woorden heeft het Zeeuws een 'uu' waar de standaardtaal een 'ij' heeft. Zeeuwen hebben het over bluve(n) (voor blijven), wuuf (voor wijf), pupe (voor pijp), vuve (voor vijf) en twuvel (voor twijfel).
De lange 'aa' in het Nederlands correspondeert met een andere klank in het Zeeuws. In Walcheren (uitgezonderd de stadsdialecten van Middelburg en Vlissingen), Noord-Beveland, de stad Goes, Schouwen-Duiveland, Tholen en Overflakkee wordt dit als een lange è-klank, geschreven ae, uitgesproken. Dit geldt grotendeels ook voor Goeree. Er zijn echter een aantal uitzondering als de woorden gaan, slaan en staan. In Zuid-Beveland (uitgezonderd de stad Goes) wordt dit als een gerekte ì-klank uitgesproken (ì = i van pit). In het grootste deel van Zeeuws-Vlaanderen en in de stadsdialecten van Middelburg en Vlissingen is dit een 'oa' klank.
De Nederlandse 'ee' klinkt in sommige woorden, zoals eten, vrijwel hetzelfde in het Zeeuws. In andere woorden correspondeert de 'ee' in het Nederlandse met een tweeklank, geschreven êê, in het Zeeuws. Zo klinkt steen als stêên.
De 'oo' in de standaardtaal heeft verschillende realisaties in het Zeeuws. Voor een dentaal (t, d) aan het woordeind is dit in vrijwel alle Zeeuwse dialecten een tweeklank, geschreven ôô. Voorbeelden hiervan zijn dood, brood en groot die worden uitgesproken als dôôd, brôôd en grôôt.
Voor labialen (m, b, p, v, f) en gutturalen (k, ch) gaat dit in de richting van een zware 'oa' klank in Goeree-Overflakkee, Schouwen-Duiveland, Tholen, oostelijk Noord-Beveland, oostelijke Zuid-Beveland en sommige delen van westelijk Zuid-Beveland. Een woord als boom klinkt dus als boam en rook klinkt als roak. In het oosten van Walcheren, westelijk Noord-Beveland en Zeeuws-Vlaanderen wordt de 'oo' hier hetzelfde uitgesproken als de 'oo' voor een dentaal aan het woordeind zoals hierboven beschreven. Boom klinkt dan als bôôm en rook klinkt als rôôk. In westelijk Walcheren klinkt de 'oo' hier als een éénklank.
Een 'oo' in de standaardtaal kan ook corresponderen met een 'eu' of 'u' in het Zeeuws. Voorbeelden hiervan zijn weune(n) (voor wonen), veugel (voor vogel) en zeune (voor zoon). Boter is in sommige delen van Zeeland beuter en in andere delen butter.
De 'oe' die kort klinkt in de standaardtaal is meestal lang in het Zeeuws. Zo klinkt de klinker in doen duidelijk langer in het Zeeuws. Alleen in het oosten van Flakkee en het oosten van Tholen komt dit niet (meer) voor. Daarnaast kan er een korte 'oe' klank komen voor nasaalklanken (-ng, -ng). Voorbeelden hiervan zijn joenk (voor jong) en doenker (voor donker). Dit treedt regelmatig op in Walcheren en West-Zeeuws-Vlaanderen. In andere delen van Zeeland treedt dit niet op, of naast een variant met de ò-klank.
De au klinkt als de hierboven beschreven Zeeuwse evenknie van de 'aa' gevolgd door een 'w'. Zo klinken grauw en blauw dus als graeuw en blaeuw of grîw en blîw. Deze klank verschilt dus van de 'ou' in een woord als oud.
Het bijwoord of voorvoegsel af klinkt als of in Goeree-Overflakkee (uitgezonderd rond Oude-Tonge), Schouwen-Duiveland, oostelijk Noord-Beveland en Zuid-Beveland. In Tholen, Goes, Zierikzee, Westkapelle en Zoutelande komt zowel of als af voor.

#### Medeklinkerverschijnselen
Zeeland is deel van het grote h-loze gebied in het zuidwesten van het Nederlandse-taalgebied. De h wordt er dus niet uitgesproken, zodat woorden als huis, horen en hemel gerealiseerd worden als uus, ôôre(n) en emel. Alleen in moderne leenwoorden kan de h opduiken. In het verleden hadden sprekers van het Zeeuws zeer grote moeite deze klank te produceren als ze Standaardnederlands moesten spreken. Vaak werd die klank overdreven tot een "g". Heden ten dage lukt het de meeste Zeeuwen wel die klank te produceren. De h-deletie ontbreekt op Goeree-Overflakkee, behalve in Achthuizen en onder het katholieke deel van de bevolking van Oude-Tonge.
In sommige beschrijvingen wordt het Zeeuws een "zachte g" toegeschreven. Dit is fonologisch gezien niet juist; een betere naam zou zijn "zwakke g". De Zeeuwse g wordt op dezelfde plaats in de keel gevormd als de Hollandse g, maar de keel wordt hierbij minder vernauwd. Hierdoor gaat de klank in de richting van de h, hoewel slechts weinigen haar helemaal als een Nederlandse h in "hond" uitspreken. Niettemin noteren veel dialectauteurs deze letter wel: men schrijft dan Hod voor "God" en noemt de plaats Goes Hoes.
De r wordt in het algemeen als tongletter uitgesproken. De r valt weg voor een s. Dit verschijnsel komt niet voor in Goeree-Overflakkee en in de stadsdialecten van Goes, Zierikzee, Middelburg en Vlissingen treedt het niet meer consequent op. Een kers wordt een kès, kees of kêês, hersenen worden essens, esses of asses. Gos betekent "gras", ontstaan uit de variant "gors".

### Grammatica

#### Morfologische eigenheden
De Zeeuwse vormleer wijkt niet fundamenteel af van de Nederlandse, maar een aantal verschillen is wel aan te wijzen.
In de Zeeuwse dialecten is nog een duidelijk rudiment van de drie woordgeslachten mannelijk, vrouwelijk en onzijdig overgebleven. Mannelijke woorden krijgen, conform de bdht-klinker-regel en zoals in het Brabants, het bepaald lidwoord d'n ("En d'n boer zeide tot de boerinne..."). Vrouwelijke woorden die vanouds op een klinker eindigen hebben in het Zeeuws een -e behouden, waar deze in het Hollands en Brabants verloren is gegaan: men denke onder meer aan verve ("verf"), weie ("wei, weide"), vraeke ("wraak"), schieve ("schijf, cd"), pupe ("pijp") en vrouwe ("mevrouw"). Het aantal woorden dat deze -e behouden heeft is zeer groot en er is niet of nauwelijks sprake van dat dit systeem in onbruik raakt. Wel worden soms vrouwelijke woorden die niet op een -e eindigen als mannelijk behandeld.
Er zijn twee voorvoegsels met betrekking tot het voltooid deelwoord: ge- en e-. In de volgende gebieden wordt ge- gebruikt: Walcheren (behalve Westkapelle), Tholen, Sint-Philipsland, Zeeuws-Vlaanderen en Overflakkee. In de volgende gebieden wordt e- gebruikt: Westkapelle, Zuid-Beveland, Schouwen-Duiveland en Goeree. Noord-Beveland, Middelharnis en Sommelsdijk kennen beide vormen.
De meervouds-n van zelfstandige naamwoorden is hoorbaar uitgezonderd sommige stadsdialecten en Oost-Flakkee. De n-uitgang van een infinitief en voltooid deelwoord is hoorbaar in oostelijk Zuid-Beveland, Zeeuws-Vlaanderen en niet hoorbaar in westelijk Zuid-Beveland, de overige Zeeuwse eilanden, Goeree en Overflakkee. Een uitzondering hierop is als de infinitief voorafgegaan wordt door te en bij een gesubstantiveerd infinitief, vb. fietsen is leuk. Dan is de n-uitgang in het gehele gebied hoorbaar. De n-uitgang in de vervoeging (meervoudsvormen) is hoorbaar als de infinitief.
In de werkwoordsvervoeging valt op dat de jie-vorm zelden op een -t. In plaats daarvan gebruikt men de uitgang -e(n) of helemaal geen uitgang. "Je maakt" wordt in het Zeeuws je maeke(n) of je maek. Ook de -t voor de derde persoon enkelvoud kan frequent uitvallen: Ie loôp naer-uus en kiek hlad nie achteromme. Soms heeft de eerste persoon enkelvoud nog de zeer archaïsche uitgang -e: 'k Volge 't voetballen al 'n jaer nie. De imperatief kan een -t als uitgang hebben of geen uitgang krijgen; hierbij bestaat er geen onderscheid tussen enkelvoud en meervoud (Zie(t) is wat-at er gebeurd is!).
Geheel onregelmatig vervoegd worden de werkwoorden hebben en zijn. Hier volgt een beknopt overzicht van hun vormen in het Walchers.
è(n) [hebben]
| - ik è (ebbe) - jie ei - ie/ze ei(t) - ons, julder, ulder è (ebbe) | - ik, ie ao - jie ao(d) - ons, julder, ulder aodden | - ik è g'aod |

weze(n) [zijn]
| - ik bin(ne) - jie bin(ne) - ie is - ons, julder, ulder bin | - ik, jie, ie was - ons, julder, ulder waeren (op Zuid-Beveland: wazzen) | - ik bin geweêst |

Veel werkwoorden hebben een van het Nederlands afwijkende verleden tijd. Erg opvallend is het frequent voorkomen van sterke vormen waar deze van oorsprong niet voorkwamen, bijvoorbeeld maeke(n) - miek - gemaekt, vege(n) - voog - gevogen, erve(n) - orf - ge-orve, merke(n) - mork - gemorke en jaege - joeg - gejogen.

#### Syntactische eigenheden
Net als de meeste streektalen in Nederland en Vlaanderen bouwt het Zeeuws zijn voegwoorden en betrekkelijke voornaamwoorden door er dat (soms ook als of of) aan toe te voegen. Dit wordt gerealiseerd als a(t). Concreet uitgedrukt heeft dit tot gevolg dat een woord als wanneer in het Zeeuws terugkomt als oeneer-a: Vraeg me nie oeneer-at 'n vromme komt ("Vraag me niet wanneer hij terugkomt"), en die als die-a: D'n dominee, die-a gister in de kerke stoeng was 'n hoeie spreker ("De dominee die gisteren in de kerk stond was een goede spreker"). Voegwoordvervoeging, een fenomeen typisch voor de Nederlandse streektalen waar al veel dialectologen zich het hoofd over gebroken hebben, komt in de meeste Zeeuwse dialecten rijkelijk voor: als het woord dat er op volgt in het meervoud staat krijgt het voegwoord of betrekkelijk voornamwoord een "meervoudsvorm". Voorbeelden: Ze bluve maer zeie dan ze der niks mee te maeken è; Ik vraeg m'n eigen af of-an me dat wel goed doeë; Ie was al klaer vòdan julder binnekwaemen.
Net als alle streektalen uit het westen en noorden van Nederland en Vlaanderen kent het Zeeuws het wederkerend voornaamwoord zich niet. Men gebruikt de wederkerende voornaamwoorden m'n eige(n), j'n eige(n), z'n eige(n) etc.

### Woordenschat
De meeste Zeeuwse dialecten bewaren tot in onze tijd veel van hun ideosyncratische karakter. Toch lijdt de woordenschat van de Zeeuwse dialecten veel meer onder de vernederlandsing dan de uitspraak en de grammatica. De mate waarin de dialecten hun typische woordenschat kwijtraken verschilt sterk per plaats: de stadsdialecten van Middelburg, Vlissingen en (in mindere mate) Goes zijn al sinds de dagen van de Republiek aan een sterke vernederlandsing onderworpen. De dialecten van de boerengemeenschappen (veruit in de meerderheid) beginnen in onze tijd naar elkaar toe te groeien. De dialecten van vissersplaatsen als Ouddorp, Arnemuiden, Bruinisse en Westkapelle evenwel kennen nog zeer veel typische woorden, die vaak een dorp verder al niet meer verstaan worden.
De woorden die als typisch Zeeuws gelden hebben doorgaans een veel groter verspreidingsgebied. Veel woorden komen ook in het Vlaams voor, andere waren vroeger algemeen in het Hollands maar zijn daar nu verouderd. Een opvallend grote groep woorden is van Frans-Picardische oorsprong.
Het heeft geen zin hier een uitputtend overzicht te geven van Zeeuwse woorden. Er volgt alleen een korte indruk.
- ambras, drukte
- aerebezem, aardbei (op Zuid-Beveland, Tholen en Goeree-Overflakkee)
- frinze, aardbei (op Walcheren)
- glad, helemaal
- juun, ui of uien
- kachel, veulen
- murpel, knikker
- perebie, wesp
- petaote, aardappel (op Zuid-Beveland)
- puut, kikker
- stuitje, tijdje
- stuke(n), vallen
- touter, schommel
- vromme, terug
- dulf, sloot

In 2004 hield men in Zeeland, in navolging van Friesland en Limburg, een verkiezing van het "mooiste Zeeuwse woord". Winnaar werd platte zeuge, dat zowel "keukenborstel" als ook "pissebed" betekent. De gedoodverfde winnaar was eigenlijk het woord hosternokke,
een bastaardvloek, maar dit woord kwam uiteindelijk op een gedeelde vijfde plek terecht.

## Dialecten
In principe heeft ieder dorp zijn eigen dialect, en zoals hierboven reeds aangegeven kan een enkele plaats al een volkomen afwijkende spraak hebben. Toch valt er een redelijke onderverdeling in regiolecten te maken; de meeste beslaan één voormalig eiland. Voor verdere informatie raadplege men (voor zover aanwezig) de artikelen over de respectieve dialecten zelf.
Voornes
- 1. Oostvoorns (dikwijls tot het Hollands gerekend)

Noord-Zeeuws
- 2. Goerees
- 3. Flakkees
- 4. Schouwen-Duivelands
- 5. Philipslands
- 6. Thools

Zuid-Zeeuws
- 7. Noord-Bevelands
- 8. Walchers
- 9. Burgerzeeuws
- 10. Zuid-Bevelands

Zeeuws-Vlaams
- 11. Land-van-Axels
- 12. Land-van-Cadzands (zie West-Vlaams)

## Zeeuws in gecultiveerde vorm

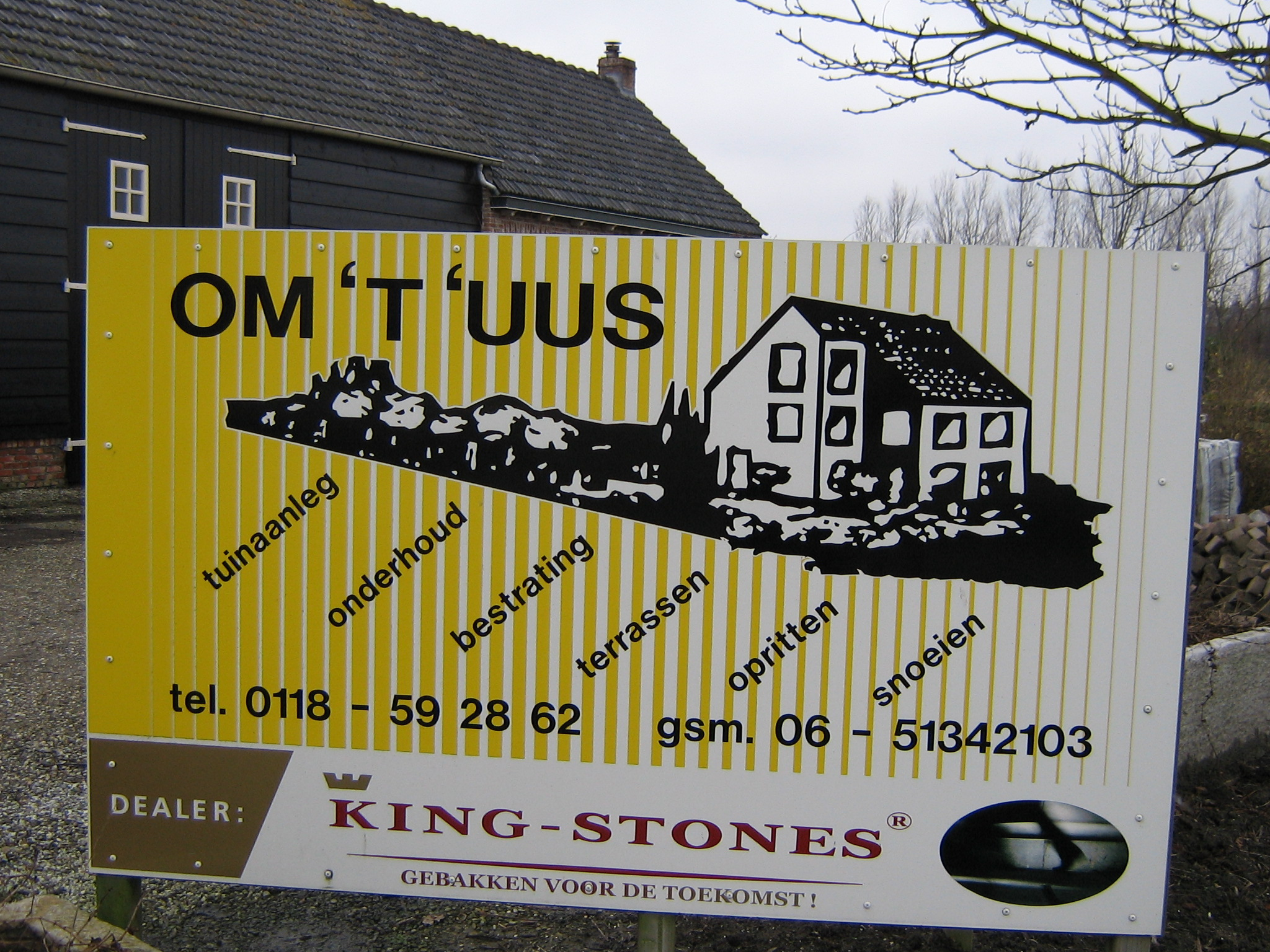
Hier en daar vindt men opschriften in het Zeeuws, zoals de naam van dit bedrijf nabij Serooskerke (Veere)

### Opschriften en slogans
Al sinds lange tijd worden er boerderijen en andere woonhuizen, dorpshuizen, (mini-)campings e.d. van Zeeuwse opschriften voorzien. De spelling is soms nog sterk op het Nederlands geënt (er wordt bijvoorbeeld "huus" in plaats van "uus" geschreven). Een enkele keer treft men een Zeeuwse straatnaam aan.
Het Zeeuws werd in de reclame onsterfelijk gemaakt door het plat pratende Zeeuws Meisje uit de campagne voor het gelijknamige margarinemerk, die de uitspraken Ons bin zuneg en Geên cent te vee, oor! liet horen.

### Muziek
De streektaalmuziek heeft ook in Zeeland op bescheiden schaal wortel geschoten. De meeste artiesten die zich in het Zeeuws uiten bedienen zich van het luisterliedgenre. Bekende namen zijn Peter Dieleman (uit Wilhelminadorp), Dingeman de Visser (Biggekerke), Engel Reinhoudt ('s-Heerenhoek), Bei Cok (Kruiningen, een pionier), Anja Kopmels (Kortgene), Ries de Vuyst (Breskens), Piet Brakman (Groede) en Adrie Oosterling (Groede, die ook in het Nederlands zingt). Er wordt echter ook rockmuziek gemaakt, door Surrender, een band naar het model van Normaal, en de feestrockband Du Driefstang, beide van Zuid-Beveland, door de eind 2006 opgeheven groep De Lamaketta's uit Terneuzen, door de Walcherse Rockband Dønder en door de Zeeuws-Brabantse rockband Bennie Hek & De Houdoe's (die ook in het Nederlands zingen).

### Originele literatuur en vertalingen
De literatuur in het Zeeuws kent een lange en in bepaalde periodes rijke traditie, maar is sinds de jaren 1990 in omvang en diversiteit afgenomen. Jarenlang nam het blad Noe, vrijwel de gehele dialectliteratuur in deze taal op zich. Uitgever en eindredacteur Marco Evenhuis is in de streektaalliteratuur en -promotie actief gebleven, maar geniet wat bekendheid als Nederlandstalige columnist voor de PZC. Historicus Jan Zwemer (Oostkapelle) publiceerde een boekje met klassieke sprookjes die op een eigenaardige manier bewerkt waren. In de Provinciale Zeeuwse Courant is een rubriek "streektaal" aan het Zeeuws gewijd.
Er zijn ook enkele werken in het Zeeuws vertaald, met name Bijbelfragmenten. In 2000 publiceerde Wim Joosse (Nieuw- en Sint Joosland) de integrale psalmen in zijn moedertaal. Een paar jaar later verschenen er, onder de titel 'k Za je dát vertelle, enkele andere Bijbelfragmenten in drie verschillende dialecten. In Kats bracht de plaatselijke amateurtoneelvereniging een vertaling van Herman Heijermans' toneelstuk Brief in schemer ("Brief in d'n duuster") op de planken.

### Wikipedia
Sinds 1 oktober 2006 bestaat er een Zeeuwse editie van Wikipedia. Op 12 april 2022 waren er 4.786 artikelen te vinden. Zie ook: Zeeuwse Wikipedia.

## Organisaties
Veel dialectactiviteiten worden georganiseerd door de Stichtieng Zuudwest 7, die onder andere het blad Noe (zie boven) uitgeeft. Veel ouder en dieper geworteld is de Zeeuwsche Vereeniging voor Dialectonderzoek. Deze publiceert studiemateriaal en organiseert jaarlijks een symposium in en over het dialect. Ook leveren ze lagere scholen lesmateriaal over het dialect.

## Taalverlies en -behoud
Zoals met veel streektalen het geval is staat ook het gebruik van het Zeeuws op de helling. Gelet op de nabijheid van de Randstad en de sterke associatie die het dialect heeft met de plattelandsbevolking is de conservatiegraad van het Zeeuws vrij hoog. Een uitgebreid onderzoek, gehouden in de jaren negentig, leverde op dat binnen het Zeeuwse-taalgebied nog ruim zestig procent van de bevolking de taal frequent gebruikt. De taal bleek nog aanwezig op Goeree-Overflakkee, Zeeuws-Vlaanderen, Tholen en Schouwen-Duiveland. In en om de steden (Middelburg, Vlissingen, Goes en Terneuzen) bleek het slechts in de marge te leven – volgens de voornoemde studie spreekt maximaal een derde van de stedelijke bevolking het Zeeuws. Ook in toeristische plaatsen als Zoutelande en Renesse is het gebruik van het dialect door toerisme afgenomen. In de vanouds Zeeuwstalige dorpen op Voorne raakt het dialect hoe langer hoe meer in onbruik, vanwege de sterke immigratiedruk vanuit de regio Rotterdam. Voor de rest van de provincie geldt dat de dorpsgemeenschap, inclusief de jongeren, in principe het plaatselijk dialect spreekt. Uitschieters zijn Yerseke, Arnemuiden, Westkapelle, Bruinisse, Ouddorp en een groot aantal plaatsen in Zeeuws-Vlaanderen, waar Zeeuws zelfs nog door meer dan negentig procent van de jongeren gesproken zou worden.
Het Zeeuws wordt doorgaans met de boerenstand en het "gewone" volk geassocieerd. Een werkelijk slecht imago heeft het dialect echter niet: veel Zeeuwen houden vast aan hun taal, die zij "De mooiste taele van oalemaele" plegen te noemen. Zulke waardering is bij het behoud van een taal of dialect cruciaal.

## Voorbeeld
Het Onze Vader in het Zeeuws (i.c. Walchers) kan als volgt luiden:
Onzen Vaoder, die in d'n emel zeit,
Laet Je naem heileg henoemd ore
Laet Je konienkriek komme
Laet Je wille hedaen ore
Op de aerde juust zôôas in d'n emel.
Heeft ons heden ons daegeleks brôôd,
Verheeft ons onze schulden,
Juust zoôan ok ons onze schuldenaers verheve è.
En brieng ons nie in verleidienge
Mae verlos ons van d'n Duvel.
Want van Joe is 't konienkriek,
De macht en de grôôteid tot in't einde van d'n tied.
Amen